# Francesca Marinaro
Francesca Maria Marinaro, née le 26 novembre 1952 à Villarosa, est une femme politique italienne.
Membre du Parti communiste italien puis du Parti démocrate, elle siège au Parlement européen de 1984 à 1989 et au Sénat de 2008 à 2013. 